# Orientalium Ecclesiarum

Orientalium Ecclesiarum, le Décret sur les Églises catholiques orientales est un texte publié lors du IIe concile œcuménique du Vatican.  Approuvé par un vote de 2 110 pour et 39 contre, par l'assemblée du concile des évêques, le décret fut promulgué par le pape Paul VI le 21 novembre 1964. Il s'agit de l'un des textes les plus courts du concile. Le titre signifie « des Églises orientales », extrait de la première ligne du décret, comme le veut l'usage des écrits de l'Église catholique.

## Résumé du décret
Le décret reconnaît le droit des Églises catholiques orientales à conserver leur propre pratique liturgique. Il exhorte également les catholiques orientaux à « prendre des mesures pour retourner à leurs traditions héréditaires ». Cette recommandation est dirigée contre la latinisation de la liturgie 
Le texte précise certains des pouvoirs des Églises catholiques d'Orient. Plus particulièrement, le patriarche (ou l'archevêque majeur) et le synode peuvent établir des éparchies, de nommer des évêques parmi leur patriarcat, de légiférer sur les droits et obligations des ordres mineurs (incluant les sous-diaconats, mais aussi de déterminer la date de célébration de Pâques. Il reconnaît en outre la pratique traditionnelle en Orient de la confirmation célébrée par n'importe quel prêtre avec le Saint chrême béni par un évêque. Ceci implique que la communion des enfants est formellement reconnue.

## Contenu
Les chiffres correspondent aux chapitres
1. Préambule (1)
2. Les Églises particulières ou rites (2-4)
3. Le maintien du patrimoine spirituel des Églises orientales (5-6)
4. Les patriarches orientaux (7-11)
5. La discipline des sacrements (12-18)
6. Le culte divin (19-23)
7. Les rapports avec les frères des Églises séparées de nous (24-29)
8. Conclusion (30)